# Скуби-Ду и меч самурая
«Скуби-Ду и меч самурая» (англ. Scooby-Doo and the Samurai Sword) — американский полнометражный мультфильм 2009 года из франшизы Скуби-Ду.

## Сюжет
В музее мистера Такагава оживает призрак Чёрного Самурая.
Дафни Блейк готовится к турниру Мисс Миримото по боевым искусствам. Там же участвует её подруга и ученица мисс Миримото — Миюми.
После первого дня турнира на остров, где проходит состязание, является призрак Чёрного Самурая вместе с армией ниндзя, чтобы украсть свиток судьбы, ведущий к храму, в котором хранится меч рока. Команда Скуби-Ду берётся за это дело и решает помешать Чёрному Самураю.

## Роли озвучивали
| Персонаж        | Актёр           |
| --------------- | --------------- |
| Скуби-Ду        | Фрэнк Уэлкер    |
| Шэгги           | Кейси Кейсем    |
| Фред Джонс      | Фрэнк Уэлкер    |
| Дафни Блейк     | Грей Делайл     |
| Велма Динкли    | Минди Кон       |
| Миюми           | Келли Ху        |
| Мисс Миримото   | Келли Ху        |
| Мистер Такагава | Саб Симоно      |
| Соджо           | Кевин Ричардсон |
| Старик-самурай  | Джордж Такэй    |
| Зелёный дракон  | Брайан Кокс     |
| Кенджи          | Гедде Ватанабэ  |

## Отзывы и продажи
Дэвид Уокер из DVD Talk похвалил анимацию в мультфильме. Марк Окли из Den of Geek дал картине 3 звезды из 5 и также похвалил анимацию, однако отметил, что она «немного олдскульная».
Мультфильм принёс более 6 миллионов долларов с продаж на DVD.